# Hyomys dammermani
Hyomys dammermani är en däggdjursart som beskrevs av Stein 1933. Hyomys dammermani ingår i släktet Hyomys och familjen råttdjur. Inga underarter finns listade i Catalogue of Life.
Artepitet i det vetenskapliga namnet hedrar den nederländska biologen Karel Willem Dammerman.

## Utseende
Arten är med en kroppslängd (huvud och bål) av 29,5 till 32,5 cm, en svanslängd av 24,5 till 31,8 cm och en vikt av 800 till 985 g en stor gnagare. Den har 5,3 till 5,7 cm långa bakfötter och 2,5 till 2,8 cm stora öron. Hyomys dammermani är lite mindre än Hyomys goliath. I den bruna pälsen på ovansidan är flera gråa täckhår inblandade. De senare har ett vitt band kort före hårspetsen. En tydlig gräns mot den smutsig vita undersidan saknas. Huvudet kännetecknas av en smal vit ring kring varje öga samt av vita öron som är korta och avrundade. Tydliga tofsar av vita hår kring öronen saknas vad som skiljer arten från Hyomys goliath. De långa samt breda händer och fötter är utrustade med långa klor. På svansen förekommer främst fjäll och vid varje fjällskiva bildas tre korta hår. Svansen har en mörkbrun främre halva och en smutsig vit bakre halva. Antalet spenar hos honor är två par.

## Utbredning
Denna gnagare förekommer i bergstrakter på västra och centrala Nya Guinea. Utbredningsområdet ligger 1400 till 2800 meter över havet. Habitatet utgörs av fuktiga skogar och av trädgårdar.
Populationen som lever i Arfakbergen på Fågelhuvudhalvön som än så länge räknas till Hyomys dammermani kan vara ytterligare en art i samma släkte som saknar vetenskaplig beskrivning.

## Ekologi
Individerna gräver underjordiska bon. En upphittad hona var dräktig med en unge.
Hyomys dammermani är nattaktiv och den vistas på marken. Som föda registrerades unga skott av gräs och i odlingsområden sötpotatis. Troligen äter arten även andra växter.

## Bevarandestatus
Denna gnagare jagas för köttets skull. Det är oklart om skogsavverkningar påverkar beståndet. Även för populationens storlek saknas data. IUCN kategoriserar arten globalt som otillräckligt studerad.